# Оулд Колуин
О̀улд Ко̀луин (на английски: Old Colwyn; на уелски: Hen Golwyn, Хен Го̀луйн) е град в Северен Уелс, графство Конуи, морски курорт на брега на Ирландско море. Градът започва непосредствено от източата част на град Колуин Бей, на който е бил квартал до 1974 г. Има жп гара и малко пристанище. Населението му е 7626 жители според данни от преброяването през 2001 г.